# Barichneumon albipilosus
Barichneumon albipilosus là một loài tò vò trong họ Ichneumonidae.